# Rappresentanza della Comunità germanofona a Buxelles
La rappresentanza della Comunità germanofona (fr. Représentation de la Communauté germanophone de Belgique à Bruxelles) è la rappresentanza permanente della Comunità germanofona del Belgio presso le istituzioni governative centrali ed europee a Bruxelles. La rappresentanza ha sede presso quello che fu l' Hôtel De Brouckère.

## Storia
L'Hôtel De Brouckère fu costruito nel 1898 su iniziativa di Florence De Brouckère, vedova dell'imprenditore tessile Gustave De Brouckère. Gli architetti scelti per la sua progettazione furono Octave Van Rysselberghe ed Henry van de Velde, che lo realizzarono in stile Art Nouveau.
L'edificio fu acquistato nel 1952 da Jean Dierkens, professore presso l'Università libera di Bruxelles, mentre nel 1982 divenne sede dell'IRSIA, l'istituto per la promozione della ricerca scientifica nell'industria e nell'agricoltura. Nel 1997 venne dichiarato monumento nazionale con regio decreto.
Con l'istituzione della Comunità germanofona del Belgio nacque l'esigenza di dotare la comunità di una sua rappresentanza presso il governo centrale; venne scelto l'Hôtel De Brouckère, che venne interamente acquistato dallo Stato federale. L'edificio venne ristrutturato nel 2004, e con l'inaugurazione nel maggio del 2005 passò di proprietà alla Comunità germanofona.

## Compiti
La rappresentanza della Comunità di lingua tedesca a Bruxelles funge da punto di contatto per i partner di cooperazione belgi e internazionali, in attuazione degli obiettivi strategici delle relazioni esterne della comunità stessa. A livello amministrativo, politico ed europeo, la rappresentanza svolge un ruolo di mediazione e coordinamento attraverso:
- il coordinamento nell'ambito degli accordi di cooperazione tra l'amministrazione della Comunità e le altre Comunità del Belgio;
- il sostegno alla cooperazione tra i ministri della Comunità e i governi delle altre Regioni del Belgio;
- lo scambio di informazioni sugli sviluppi nazionali ed europei a Bruxelles;
- il coordinamento con il Ministero degli affari esteri e la famiglia reale su questioni relative al Belgio orientale;
- lo scambio permanente con la rappresentanza del Belgio orientale presso l'Unione europea e le sue istituzioni, in particolare il Comitato europeo delle regioni, la Commissione europea e il Parlamento europeo;
- la cooperazione e gli scambi con organizzazioni nazionali ed internazionali di interesse per il Belgio orientale;
- il mantenimento dei contatti e degli scambi con i belgi orientali residenti a Bruxelles e con le società o organizzazioni del Belgio orientale[1].

Inoltre, la rappresentanza svolge compiti rappresentativi, tra i quali la partecipazione a eventi selezionati, l'organizzazione di eventi personali o  di contatto con rappresentanti dei media.
Presso la sede della rappresentanza si svolge ogni anno un ricevimento nell'ambito della Festa della Comunità germanofona, che si svolge il 15 novembre.